# تجارب أينشتاين الفكرية
أحد سمات مسيرة ألبرت أينشتاين العملية هو استخدام التجارب الفكرية البصرية (باللغة الألمانية: Gedankenexperiment) كأداة رئيسية لفهم القضايا الفيزيائية لتوضيح مفاهمه للآخرين. أخذت تجارب أينشتاين الفكرية أشكالا متعددة. في شبابه، طارد أينشتاين عقليا أشعة الضوء. في النسبية الخاصة، استخدم قطارات متحركة وومضات من البرق لوصف أحد أهم تبصراته على الإطلاق. في النسبية العامة، افترض أينشتاين وجود شخص يسقط من على سطح مبنى، ومصاعد متسارعة، وخنافس عمياء تزحف على أسطح ملتوية. في جداله مع نيلز بور حول طبيعة الواقع، افترض وجود أجهزة خيالية تهدف إلى إظهار –نظريا على الأقل- كيف يمكن تجنب مبدأ الريبة أو عدم التأكد لهايزنبيرج. في مساهمة ثرية لأدب ميكانيكا الكم، افترض أينشتاين وجود جزيئين يتفاعلان معا لفترة قصيرة ثم يطيران بعيدا بحيث تظل العلاقة بينهما مرتبطة، متوقعا الظاهرة المعروفة باسم التشابك الكمي.

## مقدمة
التجربة الفكرية هي جدال منطقي أو نموذج عقلي داخل سياق سيناريو تخيلي (افتراضي أو حتى غير واقعي). التجربة الفكرية العقلية على وجه الخصوص قد تختبر تضمينات نظرية أو قانون أو مجموعة من المبادئ بمساعدة محددات تخيلية و/أو طبيعية (شياطين تنظم الجزيئات، أو قطط تتعلق حيواتها بالتحلل الإشعاعي، أو رجال في مصاعد مغلقة) في بيئة مثالية (أبواب بدون كتلة، أو في غياب الاحتكاك). تصف التجارب الفكرية العلمية تجارب قد يمكن تأديتها في العالم الحقيقي (ما عدا بعض التجارب المحددة).
على النقيض من التجارب الفيزيائية، لا تقدم التجارب الفكرية بيانات تجريبية جديدة، ولكنها تقدم استنتاجات مبنية على الاستدلال الاستنتاجي أو الاستقرائي من الافتراضات المبدئية. تعتمد التجارب الفكرية على محددات لا علاقة لها بعموم الاستنتاجات. يمكن دائما تشكيل التجربة الفكرية في صورة حجة مباشرة بدون المحددات الغير مرتبطة. لاحظ جون نورتون –أحد فلاسفة العلم المشاهير- أن «التجربة الفكرية الجيدة هي حجة جيدة، والتجربة الفكرية السيئة هي حجة سيئة».
عندما تُستخدم التجربة الفكرية بصورة فعالة، فإن المحددات غير المرتبطة تحوّل الحجج المباشرة إلى تجربة فكرية يمكن أن تتصرف كمضخات نوايا يمكنها تحفيز قدرة القارئ على تطبيق نواياه على فهمه الخاص للسيناريو. للتجارب الفكرية تاريخ طويل. ربما الأشهر في تاريخ العلم الحديث هو توضيح غاليليو غاليلي بأن الأجسام الساقطة بشكل حر تسقط بمعدل متساو بغض النظر عن كتلتها. تم اعتبار هذه التجربة أحيانا كتجربة فيزيائية فعلية، بما في ذلك تسلقه لبرج بيزا المائل وإسقاط وزنين مختلفين. في الواقع، فقد كانت تجربة فكرية وصفها غاليليو في كتابه Discorsi e dimostrazioni matematiche.
كان لأينشتاين فهم بصري عميق للفيزياء، إذ حفزته أعماله في المكتب بأن يرى ملابسات الفيزياء للمفاهيم النظرية. ألهمته هذه الجوانب المختلفة من أسلوب التفكير إلى أن يملأ أوراقه بتفاصيل عملية حية مما جعلها مختلفة تماما عن –مثلا- أوراق هندريك أنتون لورنتس أو جيمس كليرك ماكسويل. تضمن هذا أيضا استخدام تجاربه الفكرية.

## النسبية الخاصة

### تعقب شعاع الضوء
في آخر حياته، استذكر أينشتاين قائلا:

### المغناطيس والموصل
أول فقرة على الإطلاق تذكر عمل أينشتاين الإبداعي في 1905 عن النسبية الخاصة كتب فيها:

## النسبية العامة

### الرسامون الساقطون والمصاعد المتسارعة
في مقالاته غير المنشورة من عام 1920، تحدث أينشتاين عن منشأ أفكاره بخصوص مبدأ التكافؤ قائلا: